# Makoto Fujiwara
Makoto Fujiwara (Japans: 藤原信,Fujiwara Makoto) (Gifu, 8 april 1938 - Larvik, 3 juni 2019) was een Japanse beeldhouwer, die in Duitsland leefde en in Noorwegen overleed.

## Leven en werk
Fujimara bezocht van 1958 tot 1964 de kunstacademie in Kioto. In 1966 verbleef hij met een beurs in Parijs, waar hij studeerde aan de École nationale supérieure des beaux-arts. Aansluitend bezocht hij de beeldhouwer Fritz Wotruba aan de Akademie der Bildenden Künste in Wenen.
Fujiwara leefde sinds 1967 in Duitsland. Van 1974 tot 1987 doceerde hij steenbeeldhouwkunst aan de Hochschule der Künste in Berlijn. Van 1988 tot 2003 was hij hoogleraar beeldhouwkunst aan de Fachhochschule für Kunst und Design  in Hannover, waar hij ook woonde. Hij werkte regelmatig in Noorwegen, alwaar hij in juni 2019 overleed.

## Symposia
Als steenbeeldhouwer nam Fujiwara sinds 1967 deel aan de navolgende beeldhouwersymposia:
- Bildhauersymposion der Werkstätte Krastal bij Villach (Oostenrijk) 1967
- Symposium Oggelshausen (Duitsland) 1969/1970
- Symposion Europäischer Bildhauer in Sankt Margarethen im Burgenland (Oostenrijk) 1970 en 1972
- Symposium steenbeeldhouwers als onderdeel van de Internationale Sommerakademie für Bildende Kunst in Salzburg (Oostenrijk) 1986
- Symposium Nordhorn (Duitsland) 1988
- Symposium Forma Viva in Portorož (Slovenië) 2007
- Symposium Norge in Larvik, Noorwegen (leiding diverse symposia))

## Werken (selectie)
- 1967 Ohne Titel (marmer), Millstatt
- 1969/70 Ohne Titel, Skulpturenfeld Oggelshausen in Oggelshausen
- 1983 Guten-Tag-Brunnen, Westpark in München
- 1984 Rote Granitplatte, Britzer Garten in Berlijn
- 1986 Wasserstein, Kranoldplatz in Berlijn
- 1987 diverse sculpturen, Fachhochschule in Hannover
- 1987 Brunnenplastik, Botanischer Garten in Berlijn
- 1987 Lebensstrukturen, Bildungshaus Salzburg St. Virgil
- 1988 Tisch - Nord/Süd, beeldenroute Kunstwegen in Nordhorn-Frenswegen
- 1988 Steinener Brunnen, FU-Gelände in Berlijn
- 1988/89 Wasserlinie, Wannseebadweg in Berlijn
- 1989 Brunnen, Rathaus in Wörthsee
- 1991 Relief in Larvik
- 2000 Stein für Sarajevo in Serajevo
- 2003 Antennenstein in Larvik

## Fotogalerij

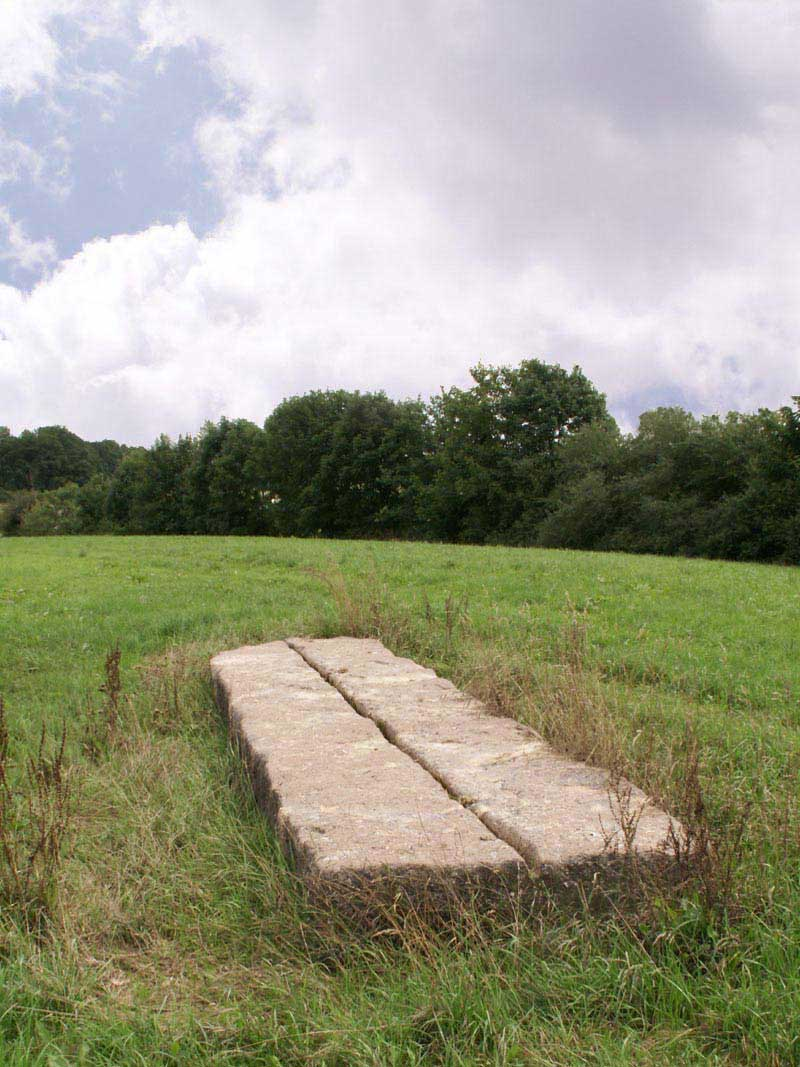
Zonder titel (1969/70) in Oggelshausen
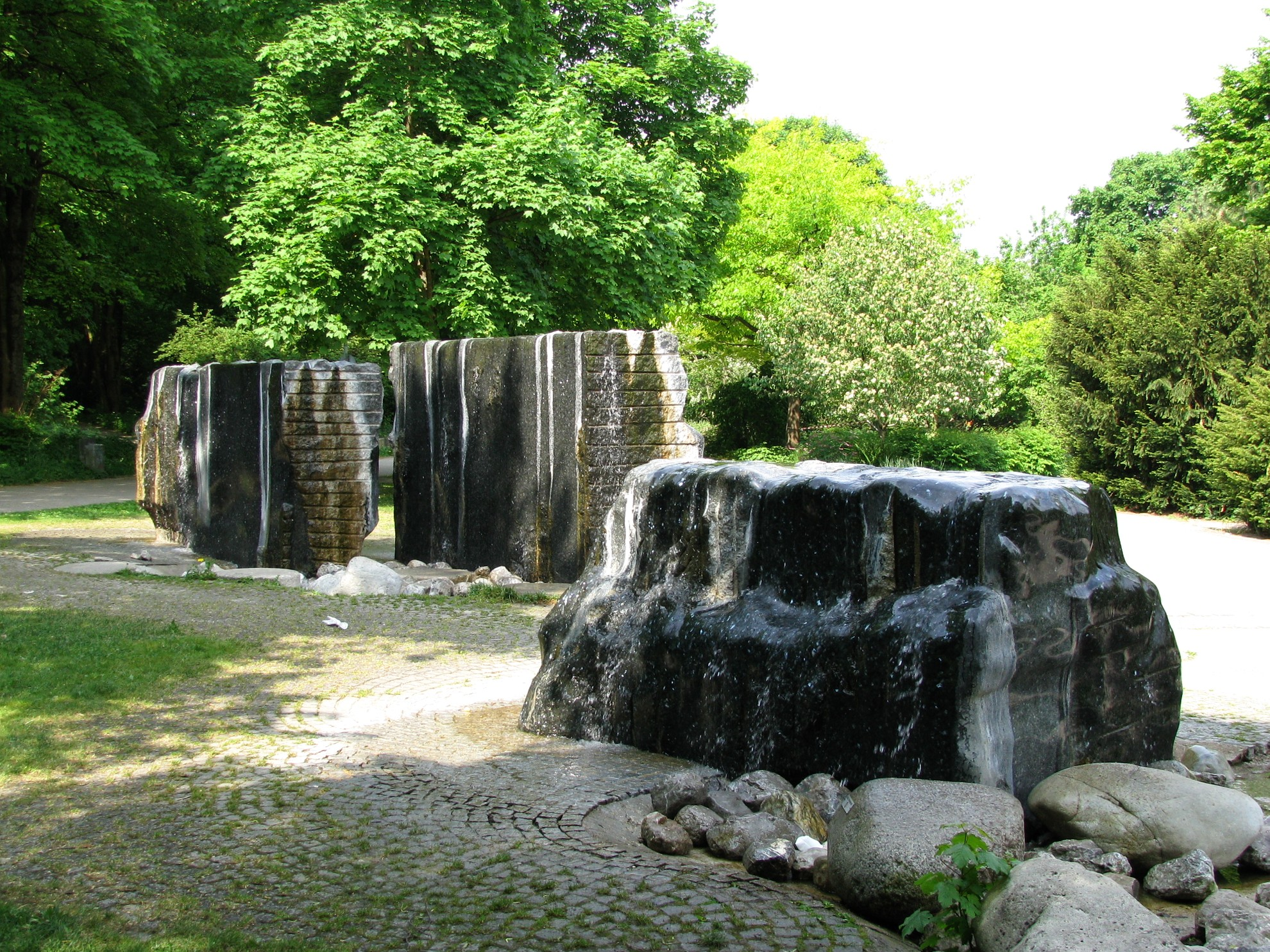
Guten-Tag-Brunnen (1983), Westpark in München
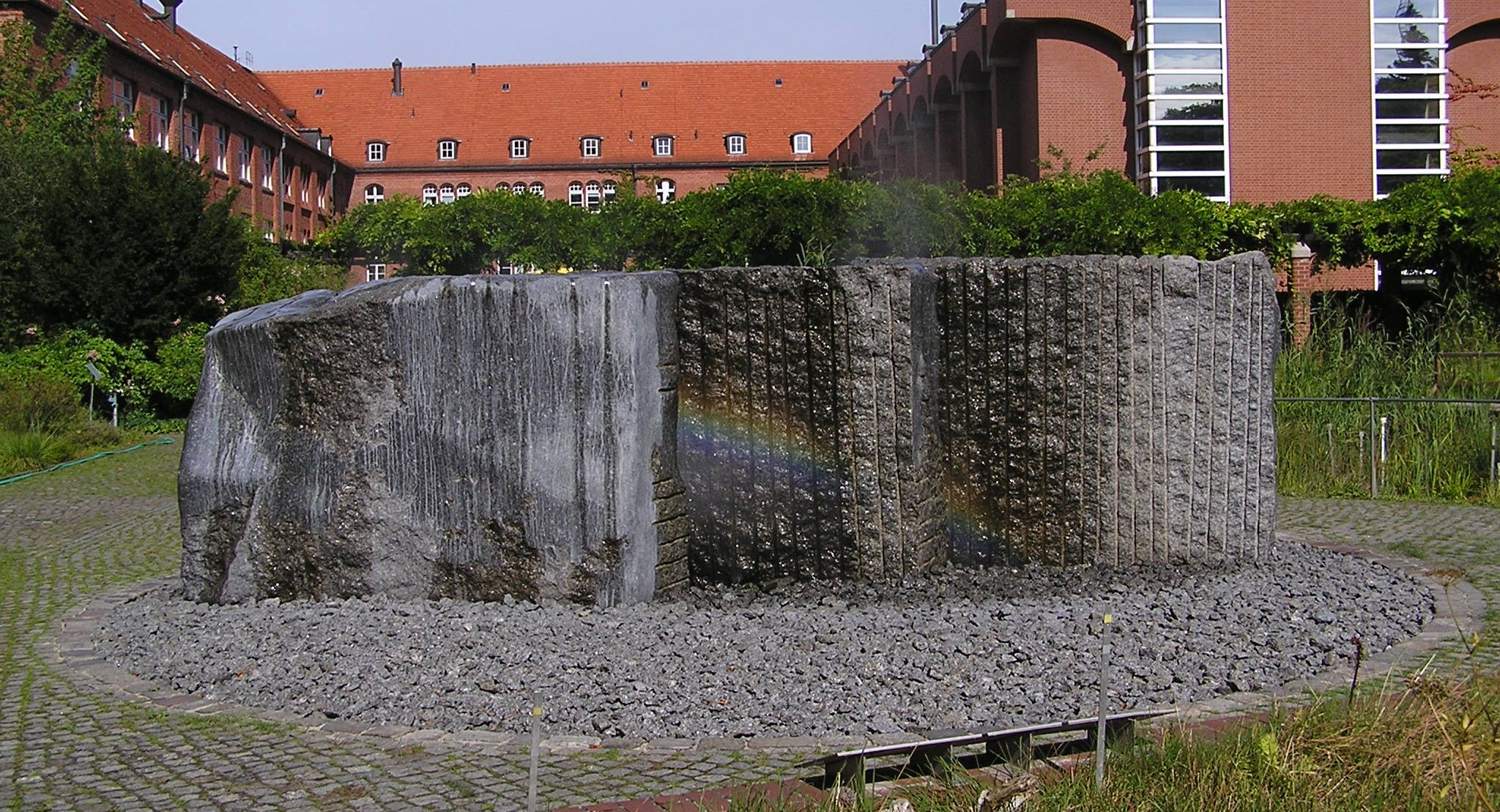
Brunnenplastik' (1987) in Berlijn